# Chhaupadi
Il chhaupadi (in nepalese छाउपडी) è una tradizione sociale diffusa nella parte occidentale del Nepal (specialmente nei distretti di Surkhet e di Achham, raggiungibili solo a piedi) che proibisce alle donne hindu di partecipare alle normali attività familiari durante le mestruazioni perché considerate impure. Le donne sono tenute fuori casa e devono vivere in una capanna di fortuna per vari giorni: dieci o undici quando l'adolescente ha la sua prima mestruazione, in seguito da quattro a sette giorni ogni mese. Anche la nascita di un bambino porta a un confinamento di dieci o undici giorni.

## Descrizione
La tradizione del chhaupadi è dovuta alla superstizione secondo la quale le donne sono impure durante le mestruazioni: se in questo periodo una donna toccasse un albero, questo non fruttificherebbe più; se consumasse del latte, la mucca non ne produrrebbe più; se toccasse un uomo, l'uomo si ammalerebbe; se andasse in un tempio, le divinità si adirerebbero; se restasse nella sua casa, la casa verrebbe invasa dai serpenti.
Durante il periodo della mestruazione, quindi, le donne sono costrette a vivere in capanne. Non possono toccare gli uomini e nemmeno entrare nel cortile delle loro case. Non possono consumare latte, yogurt, burro, carne e altri cibi nutrienti e devono sopravvivere nutrendosi di riso e lenticchie. Non possono usare coperte calde, ma solo un piccolo tappeto, solitamente fatto di juta. Non possono andare a scuola o nei templi, non possono lavarsi nei primi tre giorni di isolamento; nei giorni successivi per farsi il bagno sono costrette a lavarsi nei corsi d'acqua, al fine di non inquinare l'acqua delle loro case.
Le donne in isolamento nelle capanne sono esposte a molti pericoli, principalmente i morsi di serpente, gli stupri (?) e i rapimenti; alcune di loro, inoltre, muoiono asfissiate a causa dei fuochi che accendono per scaldarsi.
Il chhaupadi è stato dichiarato illegale dalla corte suprema del Nepal nel 2005, ma tutt'oggi viene ancora praticata in alcune comunità induiste del Nepal occidentale. Secondo la fotografa indiana Poulomi Basu, che nel 2013 ha visitato le zone del Nepal, in cui la tradizione è ancora viva, solo l'istruzione e la tecnologia riusciranno lentamente a porre fine al chhaupadi.